# Barrio Estación (Temuco)
Estación es un barrio de la ciudad de Temuco, Chile.

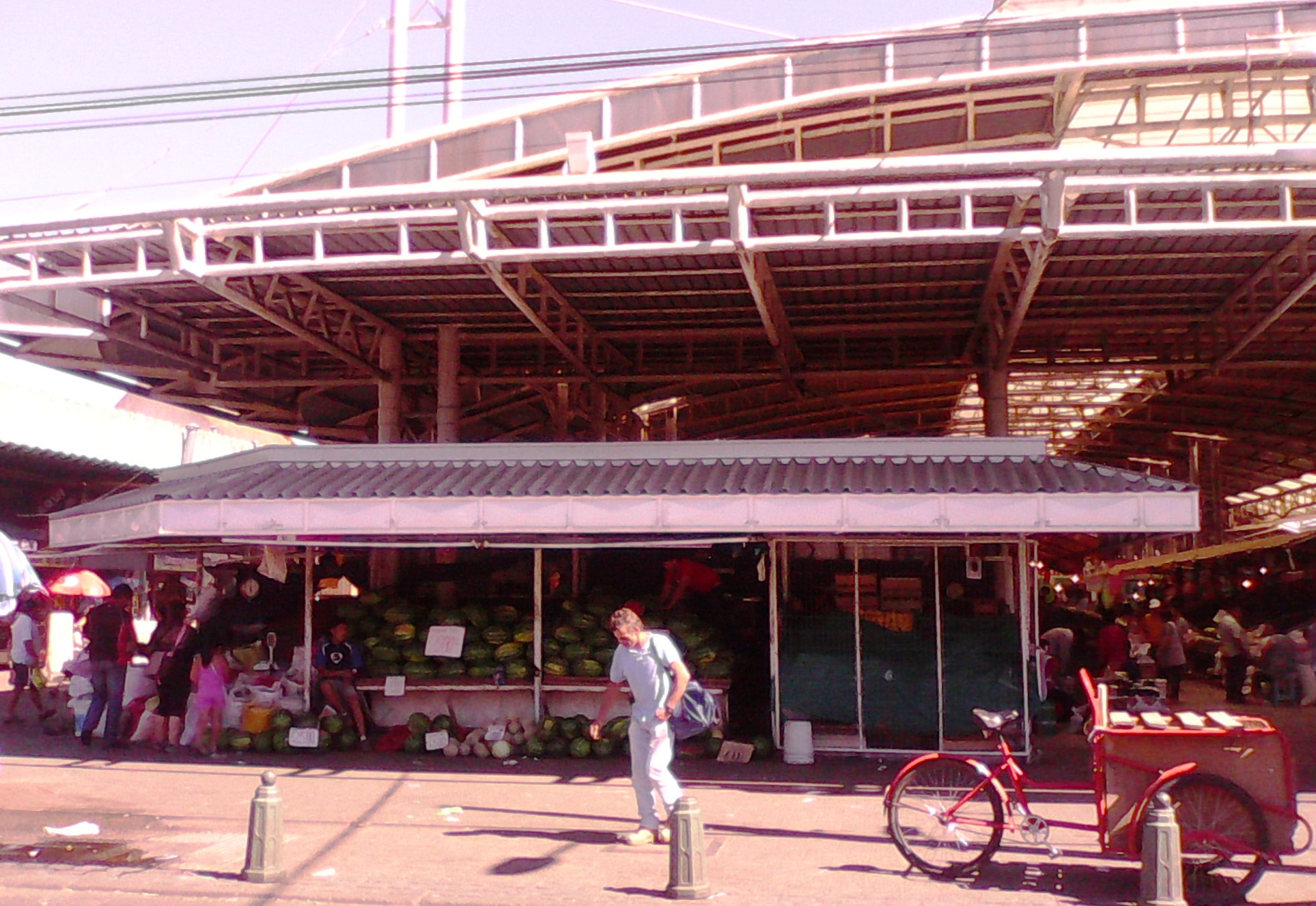
Feria Pinto. Esquina de las avenidas Francisco Antonio Pinto y Balmaceda.

## Historia
El barrio Estación de Temuco nació a fines del siglo XIX, gracias a la llegada del ferrocarril a la ciudad, y luego de aprobarse el primer Plan Regulador en 1892. Se estableció como el lugar donde se iniciaron las transacciones comerciales entre los habitantes de la urbe y los de las áreas rurales. Dicho comercio dio lugar a la creación de lo que es hoy la feria Pinto, el mercado agropecuario más importante de La Araucanía.

### Propuesta de zona típica
Diferentes organizaciones encabezadas por la Corporación Defendamos la Ciudad de Temuco, propusieron al Consejo de Monumentos Nacionales que parte del barrio y algunos inmuebles cercanos sean declarados zona típica o inmueble de interés histórico.
Además, la Secretaría Regional Ministerial de Vivienda y Urbanismo, y la Escuela de Arquitectura de la Universidad Mayor postularon al edificio Marsano como monumento nacional.

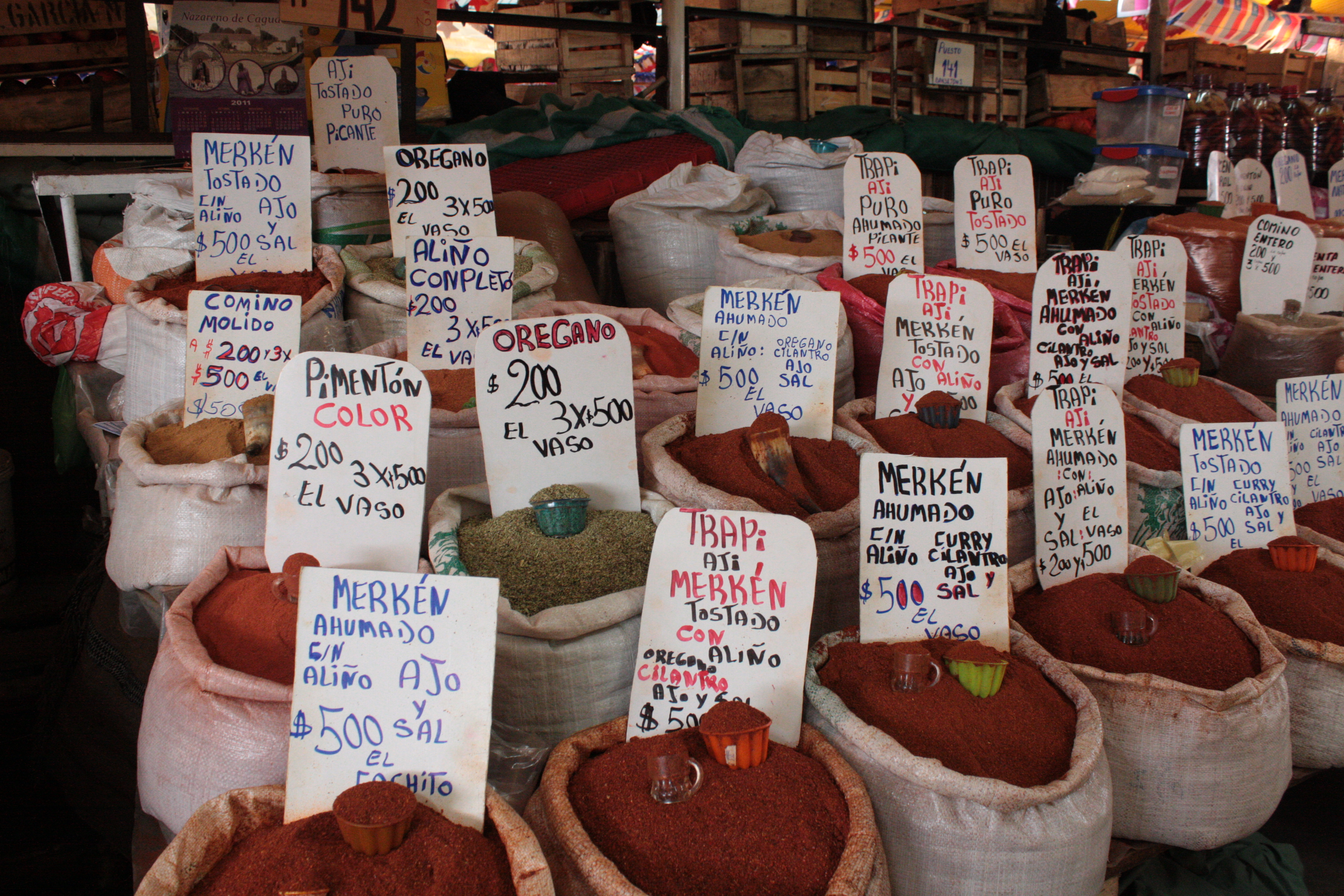
Local de especias en la feria Pinto.

## Comercio
La feria Pinto es el principal sitio de compra y venta de productos agrícolas y ganaderos en Temuco. Además, en el barrio se pueden encontrar tiendas de ropa, de lanas, panaderías, carnicerías, librerías, zapaterías, hospedajes, talabarterías y restoranes.

### Programa de Fortalecimiento de Barrios Comerciales
Durante la segunda mitad del año 2017, se pintaron frontis de inmuebles y se instalaron letreros de tiendas, como parte del programa de Fortalecimiento de Barrios Comerciales de Sercotec, organismo dependiente del Ministerio de Economía. Dicho programa promueve la colaboración entre los negociantes de los barrios y mejora la calidad de vida de sus habitantes.

## Transporte

### Autobuses urbanos
Las líneas de autobuses urbanos con paradas en el barrio, son:
- 1A: Cajón-Santa Elena de Maipo.
- 1B: Cajón-Labranza.
- 1C: Cajón-Labranza.
- 2A: Parque Costanera II-Santa Elena de Maipo.
- 2B: Parque Costanera II-Labranza.
- 2C: Parque Costanera II-Labranza.
- 3A: Portal San Francisco-Pulmahue-Pedro de Valdivia.
- 3B: Pedro de Valdivia-Pulmahue-Portal San Francisco.
- 3C: Pedro de Valdivia-Padre Las Casas.
- 3D: La Foresta-San Ramón.
- 4A: Villa Santa Luisa-Vista Volcán.
- 4B: Villa Santa Luisa-Cajón.
- 5A: Labranza-Santa Rosa.
- 5B: Labranza-Parque Costanera.
- 5C: Labranza-San Antonio.
- 6A: Villa Los Ríos-El Carmen.
- 6B: Villa Los Ríos-Santa Elena de Maipo.
- 7A: El Carmen-Cajón.
- 7B: El Carmen-Campus San Juan Pablo II.
- 8A: Pulmahue-Vista Verde.
- 8B: Pulmahue-Vista Verde.
- 8C: Pulmahue-Quepe.
- 8D: Puente Niágara-Quepe.
- 8E: Padre Las Casas-Zanja
- 9A: Portal San Francisco-Pueblo Nuevo.
- 9B: El Carmen-Pueblo Nuevo.
- 9C: Portal San Francisco-Pueblo Nuevo.
- 9D: El Carmen-Pueblo Nuevo.
- 66A: Pillanlelbún-Quepe.

### Taxis colectivos
Las líneas de taxis colectivos que circulan por este barrio, son:
- 11: Camino del Alba-Estación.
- 11A: Pedro de Valdivia-Estación.
- 11P: Portal de La Frontera-Rodoviario de La Araucanía.
- 13: Padre Las Casas-Estación.
- 14: Villa Florencia-Villa Los Ríos.
- 14A: Villa Florencia-Villa Los Ríos.
- 15: Amanecer-Pulmahue.
- 17: Los Trapiales-Pedro de Valdivia.
- 17A: Los Trapiales-El Carmen.
- 18: Pedro de Valdivia-Rayenco.
- 18A: Pedro de Valdivia-Estación.
- 18A nocturno: Pedro de Valdivia-Estación.
- 19: Villa Austral-Estación.
- 20: Pedro de Valdivia-Parque Costanera II.
- 21: Campus Andrés Bello-Estación.
- 24: Vista Verde-Langdon.
- 25: Altos de Maipo-Estación.
- 28: Pedro de Valdivia-Rayenco.
- 111 Altamira: Pueblo Nuevo-Camino del Alba.
- 111 Los Pablos: Pueblo Nuevo-Santa Cecilia.
- 111 Pehuen: Pueblo Nuevo-Parque Pehuén.

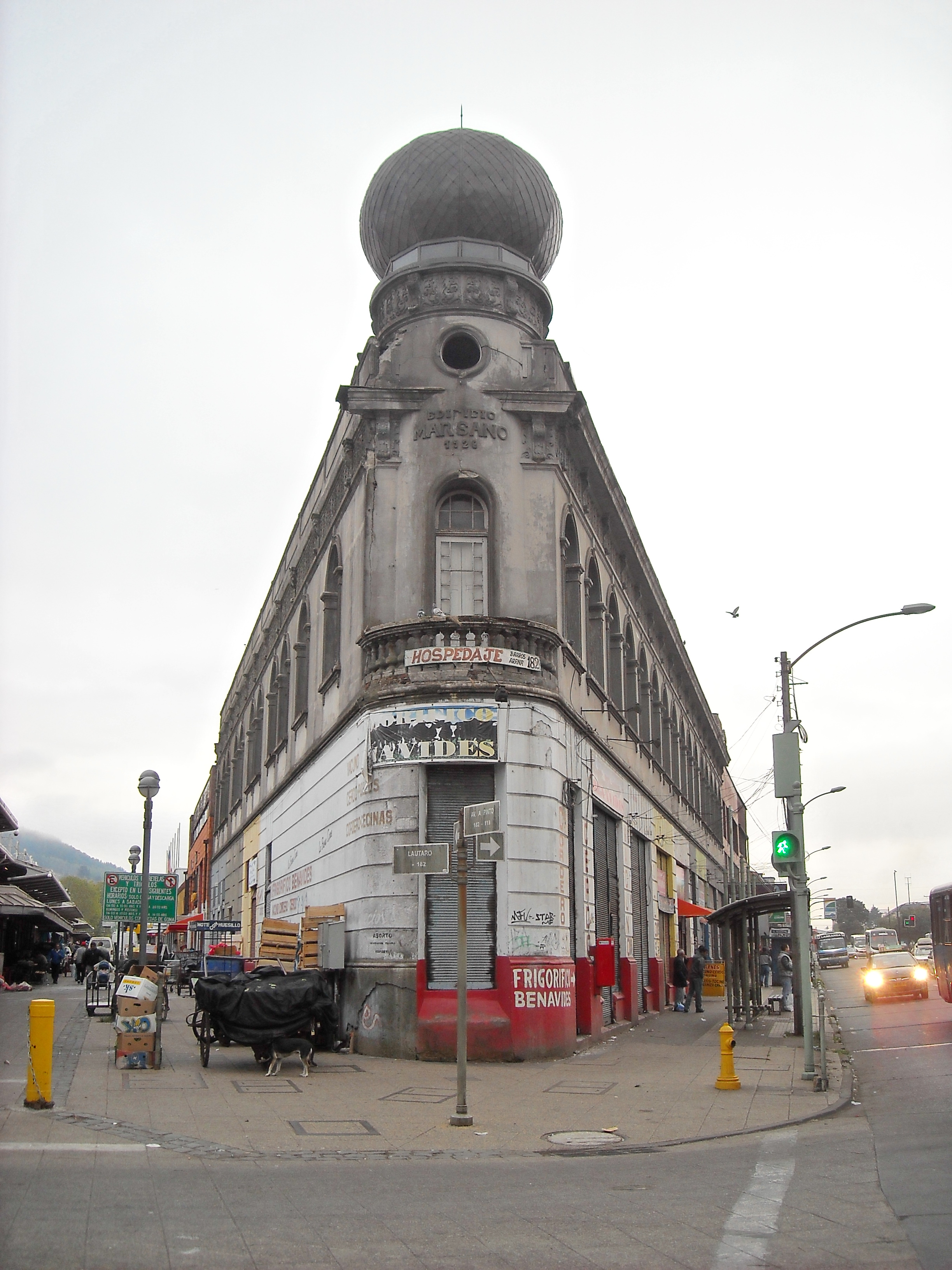
Edificio Marsano.

## Urbanismo

### Hitos urbanos
Los lugares relevantes del barrio son la feria Pinto, el edificio Marsano, la casa de Pablo Neruda, la Parroquia Corazón de María y la plazoleta del Kultrun.

#### Feria Pinto
Se trata del principal mercado agropecuario de Temuco, fundado en 1945. Se emplaza en el separador central de la avenida Francisco Antonio Pinto, entre las calles Lautaro y Francisco Bilbao. En esta feria, confluyen los comerciantes, muchos de origen mapuche, provenientes de zonas rurales, y los habitantes del área urbana de Temuco, además de los turistas chilenos y extranjeros. El recinto fue remodelado en 2004.

#### Edificio Marsano
Inmueble construido entre 1924 y 1926, de estilo neoclásico y que posee una cúpula semi-bulbosa barroca. Inicialmente, funcionó como hotel donde se hospedaron, entre otros, los presidentes Eduardo Frei Montalva y Salvador Allende.

#### Casa de Pablo Neruda
Es la vivienda que habitó Pablo Neruda durante su niñez y adolescencia (1906-1921). En ella, Neruda escribió y publicó sus primeras obras. Se ubica en calle Lautaro 1436. En 2004, se colocó una placa en conmemoración del centenario del natalicio del poeta.

#### Plazoleta delKultrun
En la intersección de la calle Lautaro y las avenidas Pinto y Barros Arana, existe un espacio urbano que posee un mosaico con forma de cultrún, instrumento musical del pueblo mapuche.

#### Parroquia Corazón de María
Iglesia de la esquina de las calles Ministro Zenteno y Manuel Montt.